# Asterella alpina
Asterella alpina là một loài rêu trong họ Aytoniaceae. Loài này được Stephani D.G. Long mô tả khoa học đầu tiên năm 2003.